# Dolichopeza kraussiana
Dolichopeza kraussiana är en tvåvingeart som beskrevs av Alexander 1971. Dolichopeza kraussiana ingår i släktet Dolichopeza och familjen storharkrankar.
Artens utbredningsområde är Vanuatu. Inga underarter finns listade i Catalogue of Life.